# Samsung Galaxy Note 3
Samsung Galaxy Note 3 je multimediální smartphone či phablet firmy Samsung Electronics.
Tento model byl představen během tiskové konference společnosti Samsung na veletrhu IFA v Berlíně dne 4. září 2013. Na trh byl uveden o měsíc později. Oproti předchozímu modelu Galaxy Note II je lehčí a s kvalitnější konstrukci. Společnost prodala kolem 5 milionů kusů během prvního měsíce uvedení na trh a 10 miliónů za pouhé 2 měsíce.

## Specifikace
Note 3 měl mít lepší design ve srovnání s jeho předchůdci. S tloušťkou 8,3 mm je tenčí než Note 2. Funguje na čtyřjádrovém procesoru s frekvencí 2,3 GHz. Vlastní paměť RAM má velikost 3 GB. Je vybaven fotoaparátem s 13 megapixely, s možností natáčet video v rozlišení FullHD. Dále vlastní uživatelskou paměť o velikosti 32 GB. Jedná se o první smartphone, který zahrnuje podporu USB 3.0, která umožňuje rychlejší přenosy dat a nabíjení při připojení ke kompatibilnímu portu.
Je podporován operačním systémem Android Jelly Bean a proprietárním Touchwizem. Na trhu byl k dispozici v černé, bílé a růžové barvě.